# EN5

## Montijo - Torrão (Alcácer do Sal)

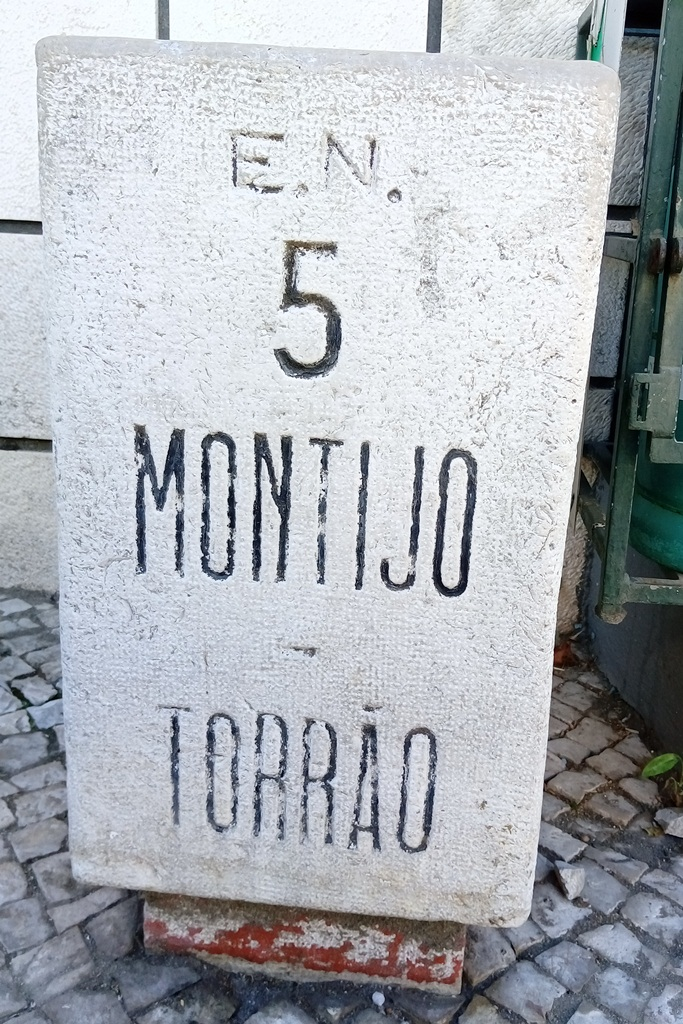
Marco Miriamétrico do km30 em Águas de Moura

A EN 5 é uma estrada nacional que integra a rede nacional de estradas do Plano Rodoviário Nacional. 
A Estrada Nacional n°5  liga o Montijo a Torrão, ambos no distrito de Setúbal. Tem uma extensão total de 87 quilómetros e um desnível positivo de 1121 m. Percorre apenas o distrito de Setúbal.
A EN 5 foi criada pelo Plano Rodoviário Nacional de 1945 (PRN 45 - Plano Rodoviário Nacional 1945), classificada em projeto como estrada nacional de 1º classe. 
Inicialmente projetada para ligar Montijo a vila do Torrão, Alcácer do Sal, mais tarde foi reclassificada para passar pela Barragem do Vale do Gaio, ligando à EN2 mais a sul. Seria iniciada logo após a construção de uma ponte sobre o Tejo, que faria de N 4, No término desta, iniciaria a N 5, no nó do Montijo.
A ligação entre a barragem e a EN2 nunca foi construída pelo que a N 5 termina numa espécie de "beco sem saída".
A continuação da N 5 - ligando a derivação para a Barragem do Vale do Gaio ao Torrão - passou a ser classificada como EN5-2.
A N 5 foi desclassificada entre Montijo e Águas de Moura, tendo agora a designação ER5

## Caracterização

### Montijo – aguas de Moura
A primeira secção da estrada nacional N5 ocorre ainda dentro do perímetro urbano e suburbano da cidade do Montijo, passando pela zona industrial do Alto Estanqueiro - Jardia, após o entroncamento com a  N 118 torna-se numa estrada rural passando pelos campos agrícolas e vinhas circundantes a localidade do Rio Frio (Palmela) e seu extenso Montado até chegar a localidade do Poceirão  cruzando a  Linha do Alentejo. a secção final e acompanhada pela beleza dos vinhedos considerado esta zona como o Pomerol Português

### Marateca - Alcácer do sal
A segunda secção da N5 partilha alguns metros com a N 10 e grande parte do seu traçado com o itinerário complementar numero 1 IC1, predomina a paisagem rural e de Montado com as suas longas retas. 

### Foz – Torrão
Terceira e ultima secção, a estrada nacional N5 transforma-se numa estrada cénica e com uma significativa beleza paisagística e com diversas variações de altimetria após o entroncamento com a N 262 e passando Porto Del Rey (Alcácer do Sal) deixa a parte mais sinuosa para Trás e da inicio as grandes retas fazendo-se acompanhar pela paisagem da Barragem de Vale do Gaio até chegar a localidade  Torrão (Alcácer do Sal) e finalizando no entroncamento com a afamada N 2

## Percurso

### Montijo – Torão(inclui troços desclassificados)
| Nome da saída/Localidade intermédia | Município      | Estrada que liga | Designação oficial |
| ----------------------------------- | -------------- | ---------------- | ------------------ |
| Montijo                             | Montijo        | N 11,N 4, A 33   | N 5                |
| Alto Estanqueiro - Jardia           | Montijo        |                  | N 5                |
| Pinhal Novo                         | Palmela        | N 118            | N 5                |
| Rio Frio (Palmela)                  | Palmela        |                  | N 5                |
| Poceirão                            | Palmela        |                  | N 5                |
| Águas de Moura                      | Palmela        | N 10, IC 1       | N 5                |
| Palma (Alcácer do Sal)              | Alcácer do Sal |                  | N 5                |
| Alberge (Alcácer do Sal)            | Alcácer do Sal |                  | N 5                |
| [[Alcácer do Sal]                   | Alcácer do Sal | N 120,N 253, A 2 | N 5                |
| Barrosinha (Alcácer do Sal)         | Alcácer do Sal |                  | N 5                |
| Porto Rei (Alcácer do Sal)          | Alcácer do Sal |                  | N 5                |
| Barragem de Vale do Gaio            | Alcácer do Sal |                  | N 5                |
| Torrão (Alcácer do Sal)             | Alcácer do Sal | N 2              | N 5-2              |

## Rota Estrada Nacional
A rota das estradas nacionais de Portugal é um movimento e uma lista de estradas recomendadas para viajar em 2 rodas, permitindo recolher e disfrutar de gastronomia, cultura e locais de significativo interesse.  
A   N 5  está classificada como Rota Estrada Nacional

## Ramais
EN5-1: Para Estação Ferroviária de Alcácer do Sal
EN5-2: Para N2,Morzela (proximidades)

## Galeria

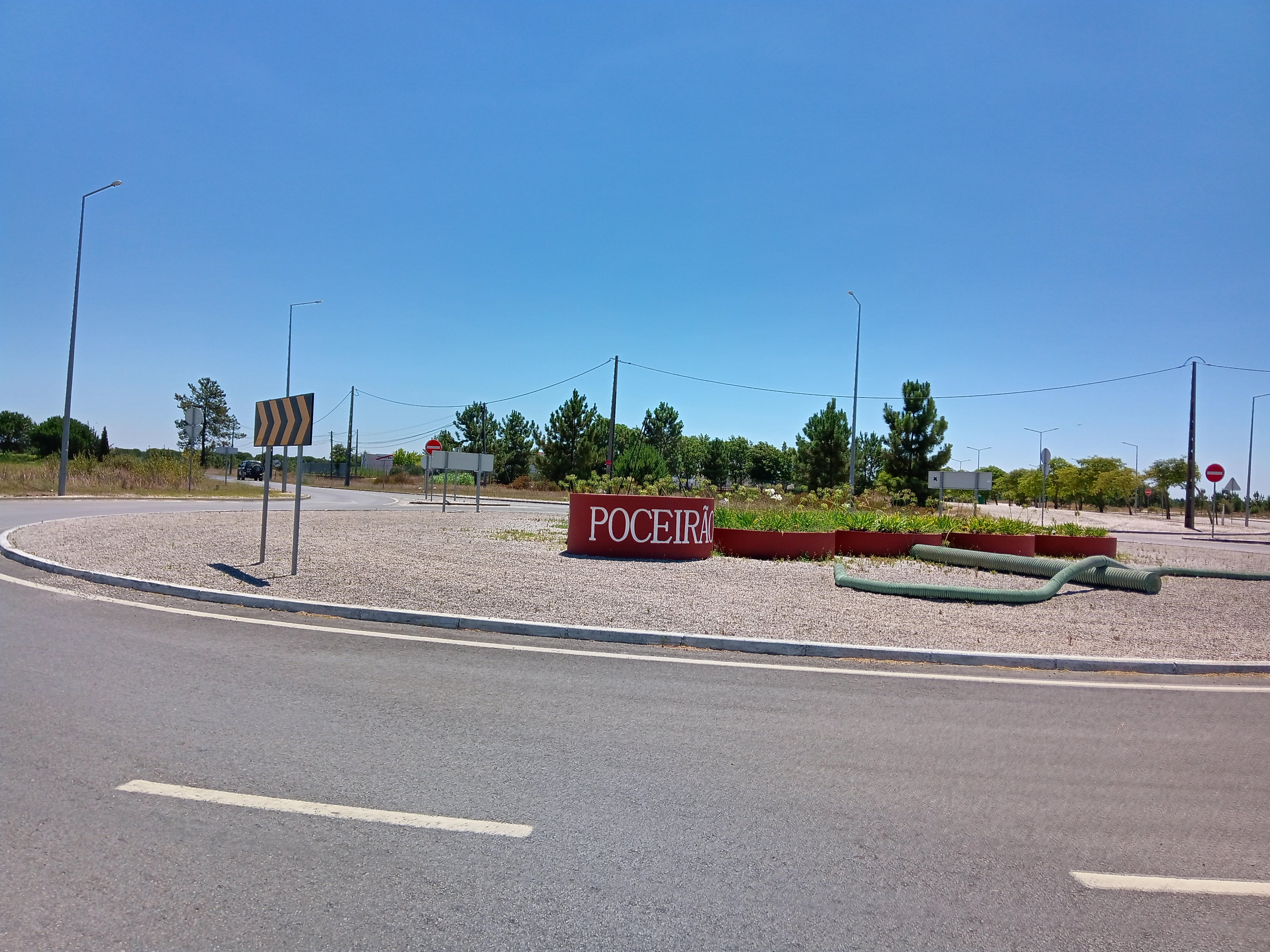
EN5 KM22 - Poceirão
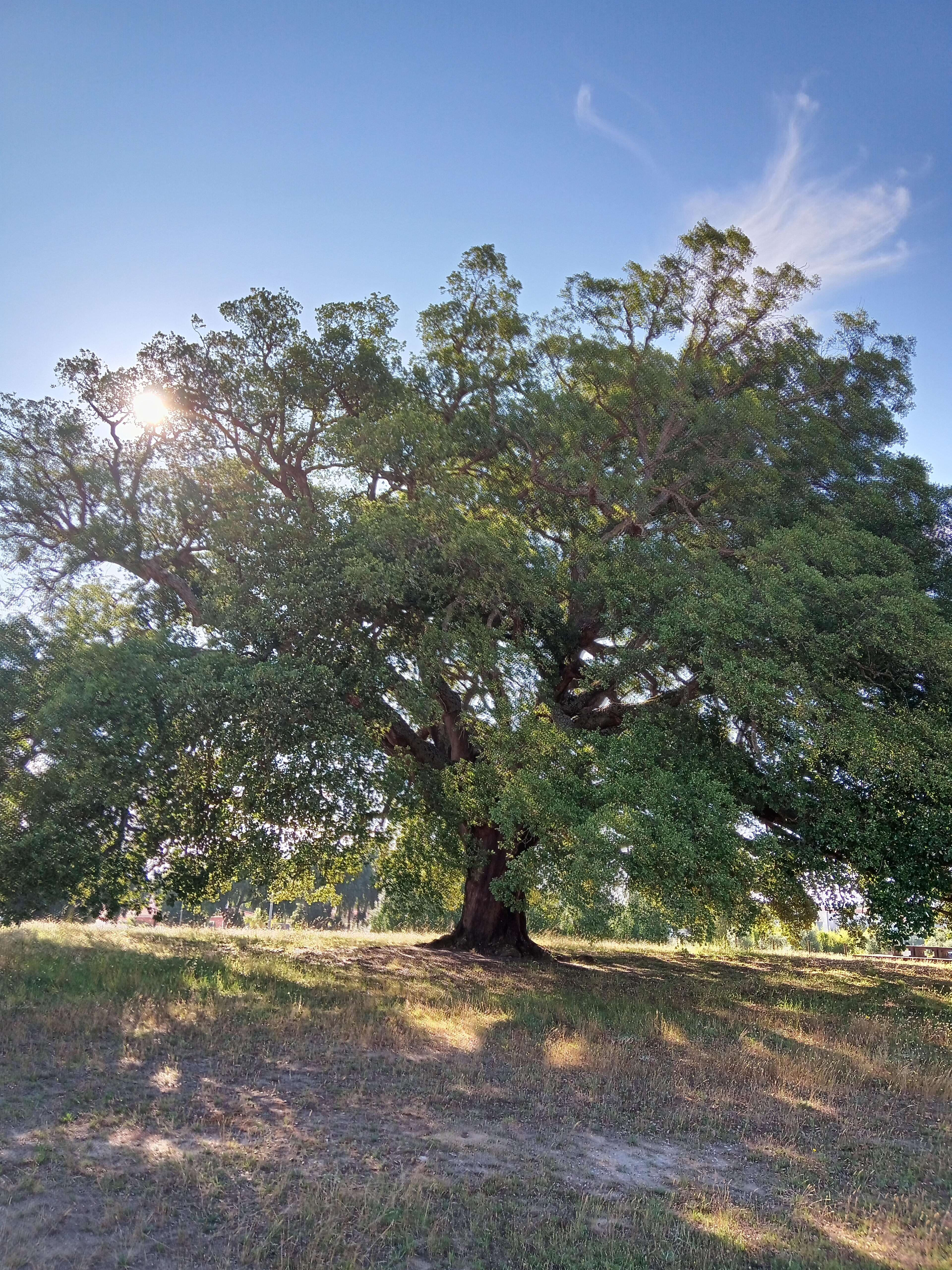
EN5 KM28 - Sobreiro Assobiador de Águas de Moura (Sobreiro Monumental)
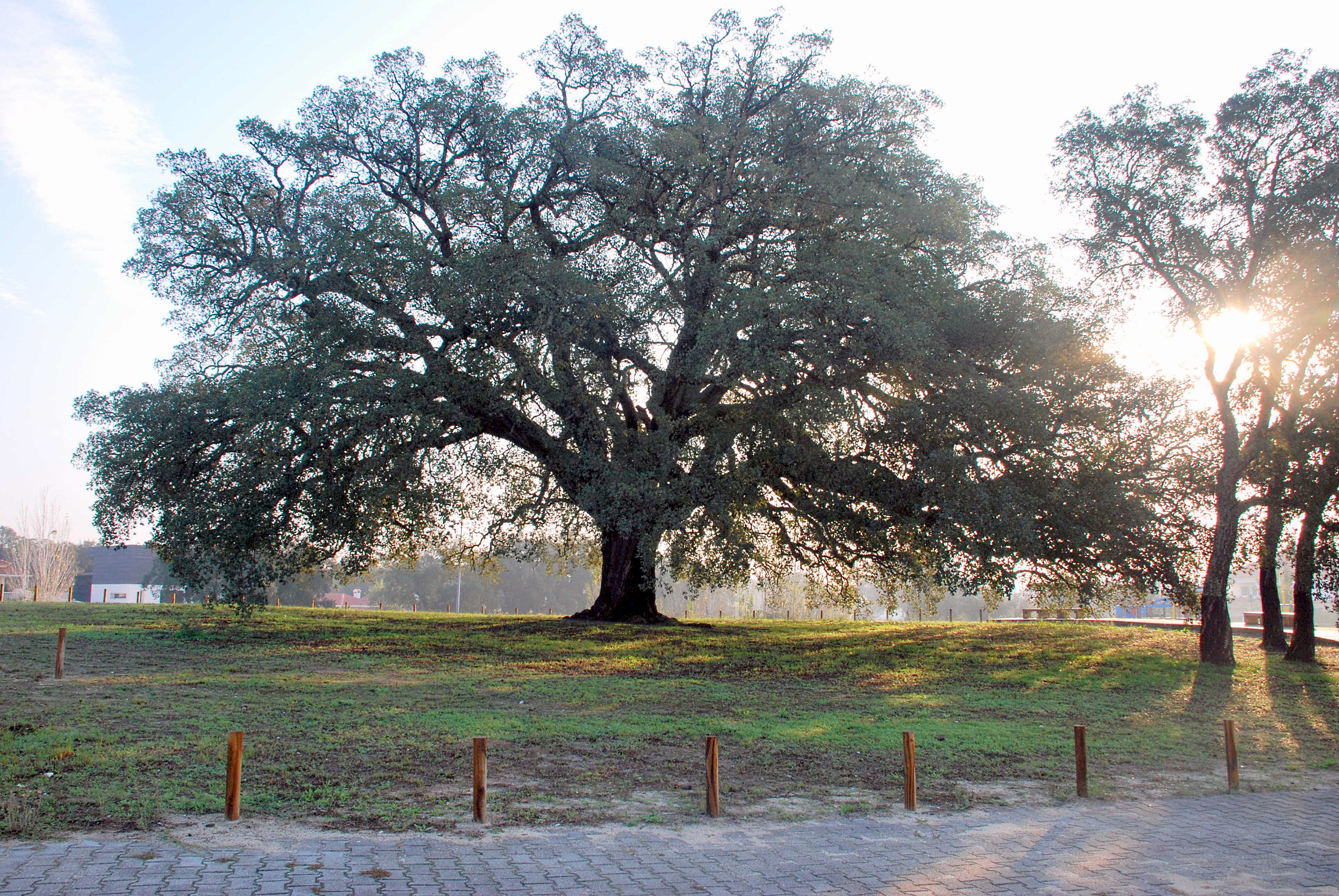
EN5 KM28 - Árvore Europeia do Ano 2018, Monumento Nacional desde 1988
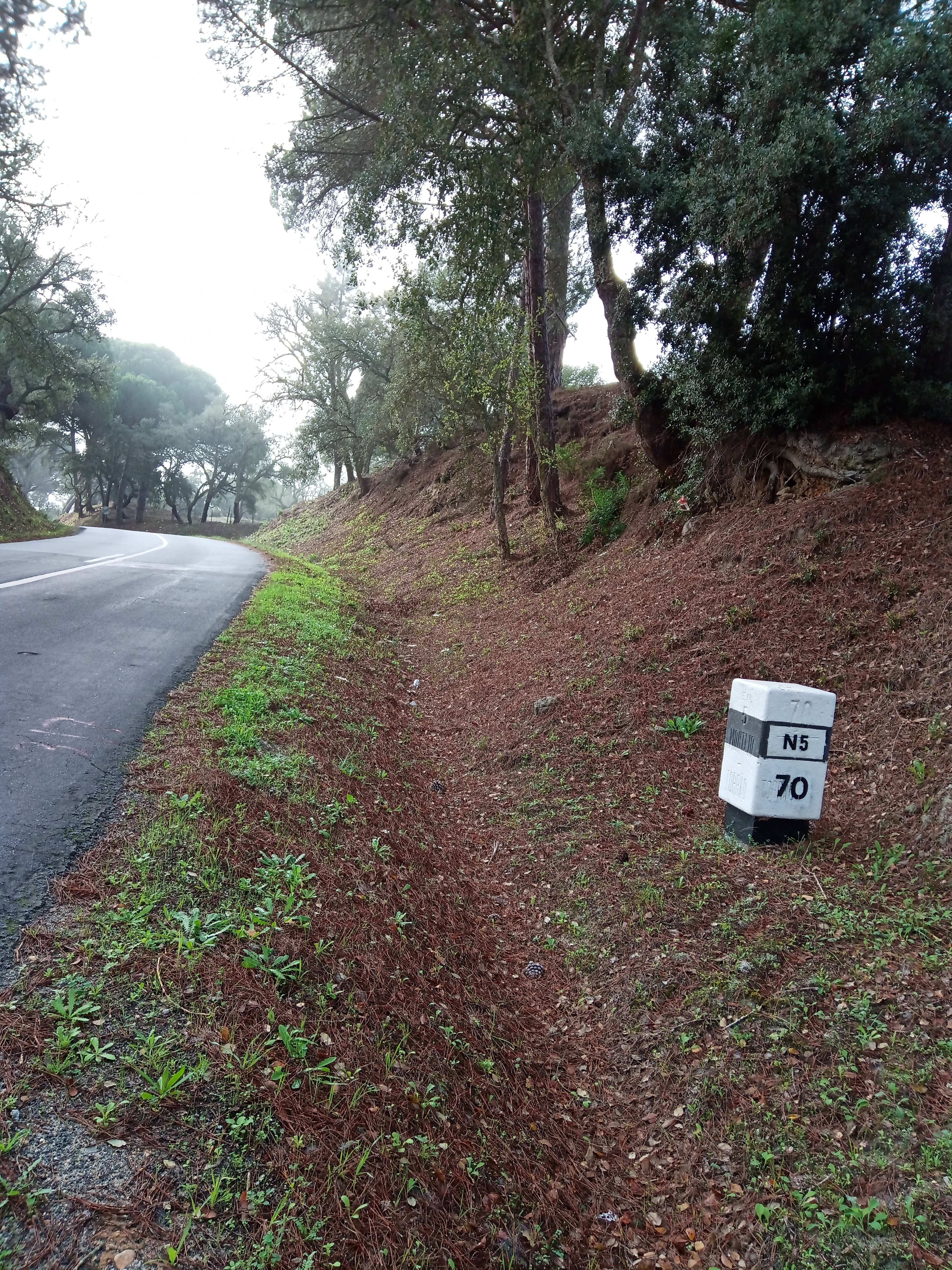
Marco miriamétrico, assinalando o Km 70 junto a Ribeira de Alfevre